# Dirichlets betafunktion
Dirichlets betafunktion är en speciell funktion som är nära relaterad till Riemanns zetafunktion.

## Definition
Dirichlets betafunktion definieras som
{\displaystyle \beta (s)=\sum _{n=0}^{\infty }{\frac {(-1)^{n}}{(2n+1)^{s}}}.}
En ekvivalent definition är
{\displaystyle \beta (s)={\frac {1}{\Gamma (s)}}\int _{0}^{\infty }{\frac {x^{s-1}e^{-x}}{1+e^{-2x}}}\,dx.}
I båda fallen antas det att Re(s) > 0.
Dirichlets betafunktion kan definieras för alla komplexa s med hjälp av Hurwitzs zetafunktion:
{\displaystyle \beta (s)=4^{-s}\left(\zeta \left(s,{1 \over 4}\right)-\zeta \left(s,{3 \over 4}\right)\right).}
En annan definition med hjälp av Lerchs transcendent är:
{\displaystyle \beta (s)=2^{-s}\Phi \left(-1,s,{{1} \over {2}}\right),}
som också göller för alla komplexa s.

## Produktrepresentation
Dirichlets betafunktion kan skrivas som en oändlig produkt för alla komplexa {\displaystyle s} vars reella del är större än 1:
{\displaystyle \beta (s)=\prod _{p\equiv 1\ \mathrm {mod} \ 4}{\frac {1}{1-p^{-s}}}\prod _{p\equiv 3\ \mathrm {mod} \ 4}{\frac {1}{1+p^{-s}}}.}

## Funktionalekvation
Med hjälp av funktionalekvationen för Dirichlets betafunktion kan den definieras för Re(s)<0. Ekvationen ges av
{\displaystyle \beta (s)=\left({\frac {\pi }{2}}\right)^{s-1}\Gamma (1-s)\cos {\frac {\pi s}{2}}\,\beta (1-s)}
där Γ(s) är gammafunktionen.

## Speciella värden
Några speciella värden är:
{\displaystyle \beta (0)={\frac {1}{2}},}
{\displaystyle \beta (1)\;=\;{\frac {\pi }{4}},}
{\displaystyle \beta (2)\;=\;G,}
där G är Catalans konstant;
{\displaystyle \beta (3)\;=\;{\frac {\pi ^{3}}{32}},}
{\displaystyle \beta (4)\;=\;{\frac {1}{768}}(\psi _{3}({\frac {1}{4}})-8\pi ^{4}),}
{\displaystyle \beta (5)\;=\;{\frac {5\pi ^{5}}{1536}},}
{\displaystyle \beta (7)\;=\;{\frac {61\pi ^{7}}{184320}},}
där {\displaystyle \psi _{3}(1/4)} i exemplet ovan är polygammafunktionen. Mer allmänt gäller det för alla positiva heltal k:
{\displaystyle \beta (2k+1)={{({-1})^{k}}{E_{2k}}{\pi ^{2k+1}} \over {4^{k+1}}(2k)!},}
där {\displaystyle \!\ E_{n}} är Eulertalen. För heltal k ≥ 0 gäller
{\displaystyle \beta (-k)={{E_{k}} \over {2}}.}

## Derivata
En formel för derivatan av Dirichlets betafunktion för {\displaystyle \mathrm {Re} s>0} är
{\displaystyle \beta ^{\prime }(s)=\sum _{n=1}^{\infty }(-1)^{n-1}{\frac {\ln(2n+1)}{(2n+1)^{s}}}.}
Speciella värden är:
{\displaystyle \beta ^{\prime }(-1)={\frac {2G}{\pi }}=0{,}583121\ldots }
{\displaystyle \beta ^{\prime }(0)=\ln {\frac {\Gamma ^{2}(1/4)}{2\pi {\sqrt {2}}}}=0{,}391594\ldots }
{\displaystyle \beta ^{\prime }(1)={\frac {\pi }{4}}\left(\gamma +2\ln 2+3\ln \pi -4\ln \Gamma ({\tfrac {1}{4}})\right)=0{,}192901\ldots }
För alla positiva heltal {\displaystyle n} gäller formeln:
{\displaystyle \sum _{k=1}^{\infty }\ln {\frac {(4k+1)^{1/(4k+1)^{n}}}{(4k-1)^{1/(4k-1)^{n}}}}=-\beta ^{\prime }(n).}

## Övriga formler
En dubbelintegral för Dirichlets betafunktion är
{\displaystyle \int \limits _{0}^{1}\int \limits _{0}^{1}{\frac {[-\ln(xy)]^{s}}{1+x^{2}y^{2}}}\mathrm {d} x\mathrm {d} y=\Gamma (s+2)\beta (s+2).}